# Monnina polygaloides
Monnina polygaloides är en jungfrulinsväxtart som beskrevs av Chod.. Monnina polygaloides ingår i släktet Monnina och familjen jungfrulinsväxter. Inga underarter finns listade i Catalogue of Life.